# Ассоциация TW Гидры
Ассоциация TW Гидры — ассоциация молодых маломассивных звёзд и субзвёздных объектов (коричневых карликов и т. п.), расположенная в созвездии Гидры и соседних созвездиях на расстояниях около 25—75 пк (80—240 св. лет) от Солнца.
По состоянию на 2017 год к ассоциации уверенно отнесены 42 объекта (в составе 23 систем). Ещё 13 объектов (11 систем) идентифицированы как члены ассоциации с высокой вероятностью, и несколько десятков — с меньшей вероятностью.
Возраст ассоциации оценивают в 10±3 млн лет; это самая молодая ассоциация в пределах 100 пк от Солнца. Спектральные классы её членов лежат в интервале от A0 до L7, а массы — от 5 масс Юпитера до 2 масс Солнца.

## Некоторые объекты
- TW Гидры — звезда с протопланетным диском и экзопланетой;
- HR 4796 — горячий карлик белого цвета главной последовательности с протопланетным диском;
- HD 98800 — кратная система, состоящая из четырёх звёзд;
- 2M1207 — возможно, первое полученное изображение планетной системы;
- TWA-5 B — коричневый карлик, обращающийся вокруг двойной звезды N5;
- 2MASS J1119-1137 — двойная планета-сирота или двойной маломассивный коричневый карлик (принадлежность к ассоциации не доказана)[2][1].